# براين كيلاين (أنغلزي)
براين كيلاين (بالإنجليزية: Bryn Celyn, Llangoed)‏ هي منطقة سكنية تقع في ويلز في أنغلزي.